# آرتور راد
آرتور راد (انگلیسی: Arthur Rudd; ۲۲ اکتبر ۱۸۹۰ – ۱۴ آوریل ۱۹۶۸) بازیکن فوتبال اهل ایالات متحده آمریکا بود.
وی همچنین در تیم ملی فوتبال ایالات متحده آمریکا بازی کرده‌است.